# Philippe Leborlhe de Grandpré
Pour les articles homonymes, voir de Grandpré.
Philippe Leborlhe de Grandpré est un homme politique français né le 9 février 1741 à Magnac-Laval (Haute-Vienne) et décédé le 3 juin 1804 à Oradour-Fanais (Charente).
Curé d'Oradour-Fanais, il est député du clergé aux États généraux de 1789 pour la sénéchaussée de la Basse-Marche.
Le 28 décembre 1790, en compagnie de Talleyrand et de Jean Joseph André Montjallard, il prête en séance à la tribune le serment à la Constitution civile du clergé.